# Stanley Fields
Stanley Fields, född 20 maj 1883 i Allegheny, död 23 april 1941 i Los Angeles, var en amerikansk skådespelare. Han medverkade i över 100 filmer.

## Filmografi, urval
- 1930 – Brottets gata
- 1931 – Little Caesar
- 1931 – Cimarron
- 1932 – Mannen utan samvete
- 1937 – Männen har det inte lätt!
- 1937 – Vi reser västerut
- 1937 – De fyra äventyrarna
- 1937 – Farornas skepp
- 1938 – Algiers
- 1941 – Nymånen